# Niphona hookeri
Niphona hookeri es una especie de escarabajo longicornio del género Niphona, tribu Pteropliini, familia Cerambycidae. Fue descrita científicamente por Gahan en 1900.
Se distribuye por China e India. Mide 10,7-28 milímetros de longitud. El período de vuelo ocurre en los meses de enero, febrero, marzo, abril, mayo, junio, julio y agosto. Parte de su dieta se compone de plantas de las familias Poaceae y Rutaceae.